# Honda Tadakatsu
Honda Tadakatsu (本多忠勝?   1548-3 de diciembre de 1610), también llamado Honda Heihachirō (本多平八郎?), fue un general japonés y más tarde daimyō durante finales del período Sengoku y a inicios del periodo Edo, bajo las órdenes de Tokugawa Ieyasu.

## Biografía
Nativo de la Provincia de Mikawa en Japón, fue sirviente de Tokugawa Ieyasu el cual lo promovió de ser daimyō de Ōtaki (un han de 100,000 koku) al han de Kuwana (de 150,000 koku) como recompensa por sus servicios. Adicionalmente, su hijo Honda Tadamoto se convirtió en daimyo de Ōtaki. En 1609, ya retirado, su otro hijo Honda Tadamasa quedó a cargo de Kuwana. Su nieto, Honda Tadatoki contrajo nupcias con la nieta de Ieyasu, Senshime. A pesar de sus años de leal servicio, Tadakatsu fue separado de cualquier puesto público del shogunato Tokugawa en su evolución de institución militar a civil pacífica, suerte que fue compartida con muchos otros guerreros de su época, los cuales no pudieron adaptarse a los nuevos cambios sociales que sufrió Japón durante el relativamente pacífico shogunato Tokugawa.
Tadakatsu fue reconocido como un formidable guerrero que gozaba de gran renombre. Oda Nobunaga lo llamaba el “samurái entre samurái”, Toyotomi Hideyoshi aseguraba que los mejores samurái eran “Honda Tadakatsu en el este y Tachibana Muneshige en el oeste”, incluso Takeda Shingen afirmaba que Tadakatsu era “un lujo para Tokugawa Ieyasu”.

## Como general
Honda Tadakatsu es generalmente considerado como uno de los mejores generales de Tokugawa y peleó en casi todas las principales batallas de su maestro. Ganó gran reconocimiento durante la Batalla de Anegawa de 1570, donde vencieron al ejército bajo las órdenes del clan Azai y Asakura junto con el aliado de Tokugawa, Oda Nobunaga. Tadakatsu también participó en la derrota más grande de Tokugawa, en la Batalla de Mikatagahara de 1572 y aunque en esa ocasión fueron vencidos, Tadakatsu se presentó en la venganza contra las fuerzas del clan Takeda en la Batalla de Nagashino de 1575. Tadakatsu comandó una tropa de arcabuceros en la batalla que presentaron la alianza Oda / Tokugawa venciendo la famosa caballería Takeda comandado por Takeda Katsuyori.
Honda Tadakatsu estuvo también presente en la Batalla de Sekigahara de 1600 donde el Ejército del Este de Tokugawa Ieyasu vencieron a la alianza del oeste comandadas por el daimyo Ishida Mitsunari, lo cual permitió que Tokugawa asumiera el control del país.
Alrededor de Tadakatsu se han creado varias leyendas. Se asegura que durante todas las batallas que peleó, nunca recibió una herida. Su famoso casco adornado con cuernos de ciervo aseguraban que fuera completamente identificado en el campo de batalla. Su caballo era conocido como Mikuniguro. Sus hazañas en el campo de batalla eran tan grandes, que su arma preferida, una lanza llamada Tonbo-Giri (o “Cortador de Libélulas”, ya que se creían que su hoja eran tan afilada que si una libélula se paraba en ella, ésta se cortaría por la mitad), era considerada como una de las Tres Grandes Lanzas de Japón.
| Predecesor: nadie | Señor de Ōtaki 1590-1601 | Sucesor: Honda Tadatomo |

| Predecesor: nadie | Señor de Kuwana 1601-1609 | Sucesor: Honda Tadamasa |